# D12
D12 (Dirty Dozen) foi um sexteto americano dominado por Marshall Mathers (Eminem). O grupo foi formado em 1990, mas só atingiram sucesso na mídia após Eminem ter ganhado notoriedade internacional devido à sua carreira solo. Apesar disso, o D12 já vem sendo considerado influente no cenário do rap antes de Eminem.

## História
Detroit é a cidade do grupo apresentado por Eminem, através de seu selo Shady Records. D12 é composto por Proof (1973-2006), Bugz (1978-1999), Kon Artis, Bizarre, Kuniva, Swifty e o próprio Eminem, que estrearam sua carreira no mundo da música com o primeiro álbum chamado Devil's Night, lançado em 19 de junho de 2001, considerado o cumprimento do pacto firmado por eles que garantia que "...o primeiro de nós que conseguisse uma gravadora voltaria para buscar o resto", disse Eminem em prova de lealdade. Devils Devil's Night foi produzido por Dr. Dre, DJ Head, Kon Artis e Eminem.
A razão do grupo se chamar D12 e só haver seis membros no grupo, é que cada rapper contou a si mesmo e mais seu ego alternativo, somando assim 12 integrantes. D12, é a sigla de Dirty Dozen, que traduzindo, significa "uma duzia de sujos". Eles se conheceram em 1996 no "Hip-Hop Shop" de Detroit, um lugar onde Rappers de todos os tipos se encontravam e tinham a esperança de poder mandar uma rima no "Saturday Open Mic Sessions", campeonato de freestyle da loja. Ainda não conhecido, Eminem chegou para um produtor local, Kon Artis e pediu para ele arranjar umas batidas para o lançamento de seu primeiro CD, Infinite que foi lançado como um demo, e vendeu mais ou menos 1000 cópias.
No dia 21 de Maio de 1999, um dos membros do grupo, Bugz foi morto em Detroit. Um dia antes, Bugz gravou uma música com um outro membro da D12, Proof.
Mais maduros, agora estão preparados para ocupar o espaço que tanto ansiavam, conquistando o mundo com D12 World, seu segundo álbum lançado no dia 24 de abril de 2004.
Em 11 de Abril de 2006, o rapper Proof (melhor amigo de Eminem), foi baleado e morto em Detroit. Os fãs pensaram que era o fim da D12.

## Membros
- Slim Shady - Eminem;
- Swifty - Swifty McVay;
- Kuniva - Rondell Beene;
- Bizarre - Peter S. Bizarre

## Ex-Membros
- Bugz - Hunter Punk (Morto em 21 de Maio de 1999)
- Proof - Big Proof (Morto em 11 de Abril de 2006)
- Kon Artis - Mr. Porter (saiu em 2012)
- Obie Trice - Obie Trice (saiu em 2006)

## Discografia

### Álbuns de estúdio
| Informações do álbum |
| --- |
| Devil's Night - Lançado: 19 de Junho de 2001 - Gravadora: Shady Records - Certificação: 2× Platina - Singles: "Purple Pills", "Fight Music" |
| D12 World - Lançado: 27 de Abril de 2004 - Gravadora: Shady Records - Certificação: 2× Platina - Singles: "My Band", "40 Oz.", "How Come"   |

### Mixtapes
- 2000 - Detroit, What! (Demo Tape)
- 2003 - Limited Edition Mixtape
- 2008 - Return Of the Dozen
- 2011 - Return Of the Dozen Vol. 2
- 2015 - The Devil's Night Mixtape

### Singles
- 2000 - "Shit on You"
- 2001 - "Purple Pills"
- 2001 - "Fight Music"
- 2004 - "My Band"
- 2004 - "How Come"